# Croton micradenus
Espèce
Classification APG III (2009)
Croton micradenus est une espèce de plantes à fleurs du genre Croton et de la famille des Euphorbiaceae présente à Cuba.